# 田村三夫
田村 三夫（たむら みつお、1932年6月20日 -2016年11月）は、東京都中央区出身の元レーシングライダー、元レーシングドライバー。
戦後間もない時期からオートレースなどの2輪レースで活躍。1960年代に4輪レースに転向し、トヨタ、日産という2大メーカーのワークスチームで活躍した。

## 2輪時代
東京都中央区勝どきで生まれ育った。父親は三越デパートの店員だったという。
1947年に高校を中退し、東京・神田（現在の中央区東神田付近）にあった機輪内燃機工業という自動車商に就職。修理などに従事する。
1949年、多摩川スピードウェイ（神奈川県川崎市の多摩川河川敷に存在したダートオーバル）で開催された「第１回全日本モーターサイクル選手権レース」に17歳の若さで出場（新明和工業ポインター）。これがデビューレースだったが、2位に入賞。
1950年にオートレースが正式に発足・開催されるのと同時に、最年少の18歳でプロ登録。若手強豪選手として活躍する。
1954年ごろに機輪内燃機工業をやめ、オートレース選手として独立。
1955年の第1回浅間高原レース（浅間火山レース）のライトウェイト（250cc）クラスにポインターで出場し3位など、オートレース以外の2輪レースにも出場していた。
1958年、八百長に関与していたとしてオートレースのライセンスを剥奪される。
オートレースを去った後、「勝鬨モータース」という自動車商を設立した。

## 4輪時代
1964年、トヨタ（トヨタ自販）のワークスドライバーになる。同年5月の第2回日本グランプリで4輪レースにデビューし、コロナで14位、クラウンで20位。
1965年3月、全日本ナショナルストックカーレースで4輪レース初優勝（クラウン）。10月の第3回クラブマンレースでも優勝（トヨタ・スポーツ800）。
1966年、トヨタ自工の正式なワークスチームとして「チーム・トヨタ」が発足し、その最初のメンバーに選ばれた。同年1月の東京200マイルレース（船橋）でクラス優勝（コロナの輸出版であるティアラに乗車）。3月の全日本ドライバーズ選手権でクラス優勝（スポーツ800）。5月の第3回日本グランプリでトヨタ・2000GTプロトタイプに乗り予選2位（トヨタ勢の最上位）、決勝リタイヤ。10月に行われたトヨタ2000GTプロトによる速度世界記録挑戦に参加し数々の世界記録を樹立。
1967年4月、富士24時間耐久でクラス優勝（大排気量車に混じりスポーツ800で総合3位、川合稔とペア）。
1968年、トヨタから日産に移籍。トヨタでは一軍ワークス所属だったが、日産では二軍的な存在だった大森ワークスに加入する。
1969年9月、全日本ストックカー富士300kmで優勝（セドリック）。
1970年、日産ワークスを離脱。以後はプライベーター（個人出場者）に転じ、主としてストックカーレースに参戦。同年8月の全日本ストックカー筑波300kmで優勝（セドリック）。
1972年、ストックカーレース年間チャンピオン。FJ（フォーミュラ）レースにも参戦。
1973年、現役を引退。以後、タクシー運転手として活動。
晩年は各種ヒストリックイベントで、トヨタ2000GTなどを走らせファンを楽しませているほか、イベントレースなどに参戦していた。
2016年11月2日死去。